# انتخابات سراسری اردن (۲۰۲۴)
انتخابات سراسری اردن قرار است در ۱۰ سپتامبر ۲۰۲۴ در اردن برگزار شود.

## نظام انتخاباتی
۱۳۰ کرسی مجلس نمایندگان متشکل از ۱۱۵ نماینده است که با روش لیست باز از میان ۲۳ حوزه انتخابیه با احراز ۳ تا ۹ کرسی و ۱۵ کرسی مختص زنان انتخاب می‌شوند. ۹ کرسی از ۱۱۵ کرسی نمایندگی تناسبی برای اقلیت مسیحی و سه کرسی دیگر برای اقلیت‌های چچنی و چرکسی در نظر گرفته شده است.
۱۵ کرسی زنان به زنی اعطا می‌شود که در هر یک از دوازده استان و سه ولسوالی بادیه بیشترین آرا را به دست آورد (اما نتواند در لیست خود انتخاب شود).